# Racers d'Akron
Les Racers d'Akron (en anglais : Akron Racers) sont un club américain de softball féminin fondé en 2004 et situé à Akron (Ohio). Les Racers évoluent en National Pro Fastpitch avec un titre (2005) au palmarès.

## Histoire
Le titre 2005 est acquis après une finale remportée 5-4 face aux Bandits de Chicago, premières en saison régulière

## Palmarès
- Champion de la National Pro Fastpitch : 2005.

## Saison par saison
| Saison | V-D   | %    | Rang | Play-offs |
| ------ | ----- | ---- | ---- | --------- |
| 2004   | 39-21 | .650 | 2e   |           |
| 2005   | 36-10 | .783 | 2e   | Champion  |
| 2006   | 29-17 | .630 | 3e   |           |
| 2007   | 26-17 | .605 | 2e   |           |
| 2008   | 19-29 | .396 | 5e   |           |
| 2009   | 26-14 | .650 | 2e   |           |